# КТ Спорт Арена
«КТ Спорт Арена» (укр. КТ Спорт Арена) — футбольный стадион в посёлке Аграрное города Симферополь, Крым. Стадион являлся домашней ареной для клуба Крымтеплица.
Стадион «КТ Спорт Арена» вмещает 3000 зрителей. Спортивно-тренировочный комплекс имеет в распоряжении одно футбольное поле стандартного размера с естественным покрытием, оно предназначено для проведения тренировок и матчей. Рядом расположено второе поле с естественным покрытием для тренировок. Также рядом расположена трёхэтажная гостинца «Третий тайм» и теннисный корт.
В феврале 2006 года сдан в эксплуатацию новый искусственный газон, позволяющий проводить матчи в зимний период. Зимой и весной 2006 года молодёжная сборная Украины проводила на базе «Крымтеплицы» учебно-тренировочные сборы.
Летом 2006 года на базе «Крымтеплицы» проводили межсезонную подготовку тбилисские команды «Динамо» и «ВИТ Джорджия». В июне 2006 года на «Крымтеплице» юношеская сборная Украины до 18 лет сыграла два товарищеских матча против Турции.
Сегодняшнее название стадион получил в сентябре 2009 года, в результате конкурса на лучшее название. Выиграл его один из болельщиков, который предложил название «КТ Спорт Арена».